# Svista, Vallentuna kommun
Svista är en gård i Össeby-Garns socken. Vid småortsavgränsningen 2015 avgränsade SCB för bebyggelsen runt gården en småort.
I området återfinns lämningar i form av 10-15 husgrunder, som tros vara rester efter den gård som brändes av ryssarna på 1700-talet.